# Svarttjärnen (Älvros socken, Härjedalen)
Svarttjärnen är en sjö i Härjedalens kommun i Härjedalen och ingår i Ljusnans huvudavrinningsområde.